# Vintagekleding

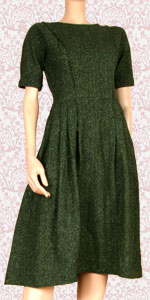
Jurk uit de jaren vijftig

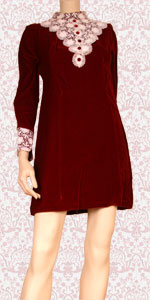
Fluwelen mini-jurk

Vintagekleding of kortweg vintage is oude kleding die nieuw leven wordt ingeblazen.

## Definitie
Vintage omvat oude kleding, schoeisel en accessoires waarvoor een hernieuwde belangstelling bestaat. Meestal gaat het om designerkleding of met de hand gemaakte kledingstukken die typisch zijn voor een bepaalde tijdgeest en die een zekere stilistische waarde hebben.
Vintage wordt niet in elke winkel verkocht; op verschillende markten (bijvoorbeeld het Waterlooplein in Amsterdam) worden er vintagekledingstukken aangeboden. Ook zijn er in de grote steden vaak kleine winkeltjes te vinden die vintage aanbieden; niet alleen maar kledingstukken, maar ook tassen, schoenen en sieraden worden hier verkocht. Aangezien er veel vraag is naar vintagekleding, zijn de prijzen vaak hoog: in dergelijke winkels worden vaak prijzen voor nieuwe kledingstukken aangehouden.
Vandaag de dag wordt de term vintage doorgaans gebruikt voor kleding die gemaakt is tussen 1920 en eind jaren zeventig, maar redelijk wat verkopers van deze kleding trekken dat door naar het midden van de jaren tachtig. Kleding die ouder is dan 1920 wordt meestal beschouwd als "antiek" en is populair bij verzamelaars, maar wordt zelden nog gedragen.

## Geschiedenis
Het is niet voor het eerst dat vintage in de mode is. In de jaren zestig was het reeds in om nieuwe kleding te combineren met oude. Gehaakte schoudertassen, bloemetjesjurken, blouses in grootmoeders stijl met ouderwetse patronen en veel ruches werden gedragen met moderne accessoires als kreukelleren laarzen en maillots. In 1971 lanceerde de Franse stylist Yves Saint Laurent de vintage-stijl en de zogenoemde 'vlooienmarktmode'. De laatste eeuwwisseling, een nostalgisch moment, en het internet - een instrument dat de zoektocht naar waardevolle tweedehands kledingstukken heeft vereenvoudigd - hebben bijgedragen aan de huidige "neo-vintage"-golf. De Amerikaanse actrice Julia Roberts droeg haar steentje bij door bij de Oscaruitreikingen te verschijnen in haar vintage-Valentinojurk. Ook andere filmsterren, onder wie Sienna Miller, Renée Zellweger en Reese Witherspoon hebben zich inmiddels door de vintageromantiek laten verleiden.
Vintagekledingstukken mogen echter geen vlekken vertonen of er versleten uitzien. Een voorbeeld: Yves Saint Laurent deed in een gelimiteerde editie een partij smokings uit 1966 en safarikostuums uit 1968 voor zo'n 6.860 euro per stuk van de hand.
Zeer gewild is vintage in nieuwe of ongedragen staat. Hiermee worden hier niet reproducties bedoeld. Vintage van topkwaliteit wordt in vaktermen omschreven als "handpicked vintage", dit om duidelijk het verschil te onderstrepen met de vintage die vrijwel in elke tweedehandswinkel verkrijgbaar is en als bulkgoed (in grote partijen) wordt opgekocht van kledingcontainerbedrijven. De staat van ongedragen vintage wordt ook wel omschreven in termen als "mint condition" en "deadstock". Dit laatste betekent letterlijk "dode voorraad", dat wil zeggen dat het gaat om kledingstukken uit oude voorraden. Ongedragen vintage is steeds moeilijker te verkrijgen en is daardoor zeer zeldzaam, wat van invloed is op de prijs. Alleen bij exclusieve webwinkels is het verkrijgbaar. In de Verenigde Staten zijn verschillende vintageboetieks met als specialiteit designer handpicked vintage, maar ook in Nederland vindt er een opleving van exclusieve vintage plaats.
Authentieke vintagemode heeft absoluut waarde als verzamelobject. In 2007 was de veiling van de collectie van Jan Jansen In His Shoes bij veilinghuis Christie's een groot succes.
Vintagekleding lijkt in deze definitie onbetaalbaar voor het grote publiek. Volgens sommigen is het niet exclusief voorbehouden aan verzamelaars, maar een kijkje op menige website leert dat de kosten voor een simpele vintagejurk al snel rond tussen 75 en 150 euro liggen. Een tasje uit de gewilde jaren veertig valt in dezelfde prijscategorie. 
Vintage is er in vele definities en prijsklassen: van authentiek voor verzamelaars met een rijkelijk gevulde beurs tot namaak voor trendsetters met een kleiner budget. De plaats waar welke vintage te halen valt, verschilt daardoor. De echte verzamelobjecten, de exclusieve vintage, is onder meer verkrijgbaar via internet. Rommelmarkten (denk aan het Waterlooplein in Amsterdam) bieden een ruime sortering tweedehands vintagekleding. Deze kledingstukken zijn doorgaans niet afkomstig van de authentieke merken, maar dragen wel bij tot het uiterlijk en de uitstraling die men wenst. Daarnaast bestaan er nog kleine trendzaken en de grote winkelketens; zij bieden minder exclusieve, maar betaalbare kleding met een "vintagelook".
Wanneer een vintageproduct bijzonder populair is, kan een producent besluiten om het zo nodig met enkele aanpassingen weer in productie te nemen. Deze producten worden retroproducten of revivalproducten genoemd.

## Herkenningspunten
"Echte" vintagekleding kan worden onderscheiden van namaak aan de hand van de volgende kenmerken.
- Labels met wasvoorschriften bestaan pas sinds de jaren zestig. Een kledingstuk met wasinstructie kan dus nooit in de jaren vijftig gemaakt zijn.
- Plastic ritsen werden pas in de jaren zestig geïntroduceerd.
- Damesjurken en -broeken uit de jaren veertig en vijftig hadden meestal een rits aan de zijkant in plaats van de voor- of achterkant.
- In de jaren dertig en veertig werden - vanwege het nieuwtje - veel nylonstoffen gebruikt.

Steeds vaker worden vintagekledingstukken hersteld of zelfs gemoderniseerd. In dat geval spreekt men van customized of upcycle vintage.